# IC 931
IC 931 је елиптична галаксија у сазвјежђу Велики медвјед која се налази на листи објеката дубоког неба у Индекс каталогу.
Деклинација објекта је + 55° 37' 24" а ректасцензија 13h 43m 49,4s. Привидна величина (магнитуда) објекта IC 931 износи 15,7 а фотографска магнитуда 16,7.